# P/2009 B1 Boattini
Cometa Boattini 4, formalmente designata P/2009 B1 (Boattini), è una cometa periodica del Sistema solare, appartenente alla famiglia cometaria di Giove.
È stata scoperta nel corso del Catalina Sky Survey il 21 gennaio 2009 dall'astronomo italiano Andrea Boattini, col telescopio Schmidt di 68 cm dell'Osservatorio Steward dell'Università dell'Arizona, situato sul Monte Bigelow. È l'ottava cometa scoperta da Boattini.